# Marianne Limpert
Marianne Louise Limpert, född 10 oktober 1972 i Matagami, är en kanadensisk före detta simmare.
Limpert blev olympisk silvermedaljör på 200 meter medley vid sommarspelen 1996 i Atlanta.